# Solenopsis brevipes
Solenopsis brevipes är en myrart som beskrevs av Carlo Emery 1906. Solenopsis brevipes ingår i släktet eldmyror, och familjen myror. Inga underarter finns listade i Catalogue of Life.